# CHa-25
CHa-25 — мисливець за підводними човнами Імперського флоту Японії, який взяв участь у Другій світовій війні.
CHa-25 відносився до серії допоміжних мисливців, споруджених з використанням можливостей малих суднобудівних підприємств. Ці кораблі мали дерев'яний корпус та при зникненні зацікавленості в них зі сторони збройних сил мали бути перетворені на риболовецькі судна.
Спорудження корпусу CHa-25 здійснили на верфі Yonago Shipyard у Йонагі (північно-західне узбережжя острова Хонсю), а його оснащення озброєнням провели на верфі ВМФ у Майдзуру.
Корабель ніс службу на сході Мікронезії. Зокрема, відомо, що 27 серпня — 1 вересня 1943-го він супроводив конвой №5872 з Труку (центральні Каролінські острови) до атола Кваджелейн (Маршаллові острови).
Наприкінці січня 1944-го американці розпочали операцію зі встановлення контролю над Маршалловими островами, при цьому 31 січня їхня авіація завдала удару також по розташованому південніше острову Науру, де й був потоплений CHa-25.